# Gjerdrumsbakken
Das Gjerdrumsbakken ist eine Anlage mit zwei Skisprungschanzen im norwegischen Våler in der Provinz Innlandet.

## Geschichte
Im Ortsteil Gjerdrum wurde bereits 1912 eine erste Skisprungschanze errichtet, die im Laufe der Zeit Stück für Stück vergrößert wurde. Derzeit besteht die Anlage aus einer Normalschanze (K90) und einer Mittelschanze (K60). In den 2000er Jahren wurden mehrfach Continental-Cup-Springen auf der Normalschanze ausgetragen.

## Internationale Wettbewerbe
Genannt werden alle von der FIS organisierten Sprungwettbewerbe.
| Datum         | Kategorie       | Schanze | 1. Platz                              | 2. Platz             | 3. Platz                           |
| ------------- | --------------- | ------- | ------------------------------------- | -------------------- | ---------------------------------- |
| 10. März 2000 | Continental Cup | HS100   | Bjørn Einar Romøren Roland Audenrieth |                      | Georg Späth                        |
| 11. März 2000 | Continental Cup | HS100   | Georg Späth                           | Veli-Matti Lindström | Lars Bystøl                        |
| 13. März 2001 | Continental Cup | HS100   | Morten Solem                          | Daniel Forfang       | Kjell Erik Sagbakken Morten Ågheim |
| 08. März 2006 | Continental Cup | HS100   | Lindsey Van                           | Line Jahr            | Ulrike Gräßler                     |